# L'incoronazione di Poppea
L'incoronazione di Poppea (A coroação de Popéia) é uma ópera-séria  constituída de um prólogo e três atos.  Foi apresentada pela primeira vez no Teatro Santi Giovanni e Paolo, em Veneza, durante a temporada de carnaval de 1643. A autoria do libreto é creditada a Giovanni Francesco Busenello e a música é tradicionalmente atribuída a Claudio Monteverdi, embora estudos musicológicos mais recentes tenham mostrado que outros compositores, mais jovens, teriam colaborado significativamente com Monteverdi. 
A ópera tem como tema Popéia, amante do imperador romano Nero, a qual foi  capaz de realizar sua ambição de ser coroada imperatriz. 

## Atribuição da autoria
Com base na data de sua composição, no estilo e em informações posteriores, a  música de L'incoronazione di Poppea sempre foi  atribuída a Monteverdi - e apenas a ele -, sendo  considerada como a sua última ópera. No entanto, mais recentemente, estudiosos duvidaram que Monteverdi tivesse escrito toda a música e sugeriram  a possível colaboração de outros compositores, mais jovens - tais como Benedetto Ferrari, Filiberto Laurenzi e Francesco Sacrati -, de acordo com a prática da época. 
Segundo estudos da Fondazione Centro Rinascimento Musicale de Florença, Itália, dirigidos pelo musicólogo Annibale Gianuario (m. 1991) e pela soprano Nella Anfuso, também musicóloga e especialista em música barroca, o responsável pela  atribuição da autoria a Monteverdi, unicamente, teria sido um certo Cristoforo Ivanovici, músico proveniente da Dalmácia que chegou a Veneza em 1650 (sete anos depois da morte de Monteverdi) e publicou um catálogo de óperas de autores contemporâneos seus - catálogo esse cheio de erros. 
Uma das passagens mais célebres é o duo final entre Nero e Popéia ("Pur ti miro, pur ti godo"), cuja letra foi recentemente atribuída a Benedetto Ferrari, enquanto o provável autor da música teria sido Francesco Sacrati. 